# راهنمای آمیزش جنسی
راهنمای آمیزش جنسی به کتاب یا کتابچه‌ای گفته می‌شود که در آن آمیزش جنسی یا سکس آموزش داده می‌شود. در راهنماهای سکس همچنین نصایحی پیرامون پیشگیری از بارداری، آمیزش جنسی امن و ارتباط عاشقانه نیز ممکن است وجود داشته باشد.

## راهنماهای آغازین

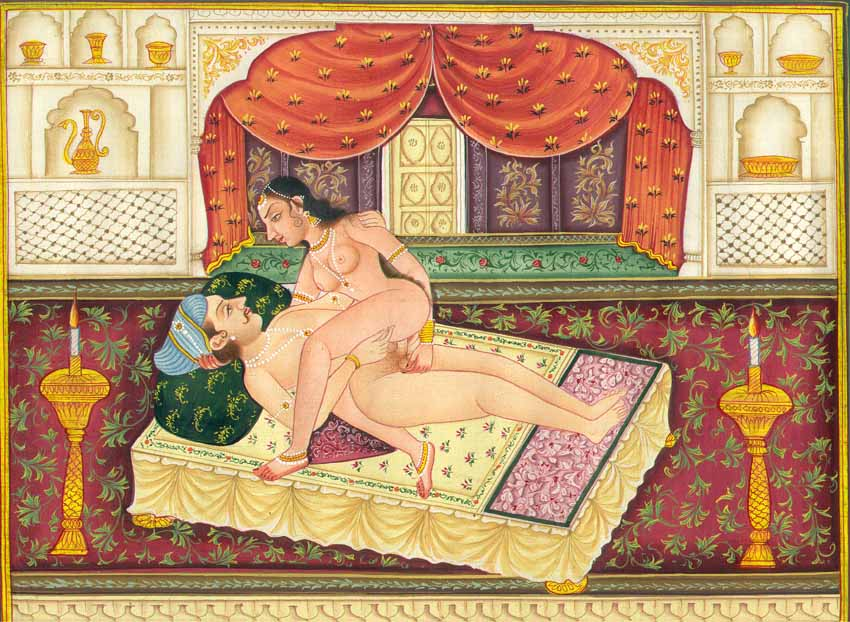
نگاره هنری از یکی از روش‌های آمیزش جنسی.

در دوران یونانی-رومی، یک راهنمای سکس توسط فیلائِنیس، احتمالاً در عصر هلنیستی (قرن ۱ تا۳ پیش از میلاد) نوشته شد. این کتاب که در بین برخی گروه‌ها شهرت یافته بود، به عنوان منبع الهام‌بخشی برای کتاب اووید' به نام آرس آماتوریا (نوشته احتمالاً قرن ۳ پیش از میلاد) که نمی از آن راهنمای سکس و نیم دیگر راهنمای عشق‌ورزی است، درآمد.
کاما سوترا اثر واتسیایانا، که گفته می‌شود بین قرون ۱ تا ۶ میلادی نگاشته شده است، به خوبی به عنوان یک راهنمای سکس شناخته شده است و این در حالی است که تنها بخش کوچکی از متن آن به‌طور مستقیم با سکس در ارتباط است. واتسیایانا این کتاب را بر پایه کاماشاسترا یا قوانین عشق که به قرن هفتم پیش از میلاد بازمی‌گردد، نگاشت. این کتاب متأثر از هنجارهای پدرسالارانه جامعه شمال هند، یعنی روزگار و جایی که واتسیایانا در آن می‌زیست، است. اهمیت امروزی این کتاب در نشان دادن جنب‌های رواشناسانه و دید عمیق نویسنده در رابطه با آمیزش جنسی و عشق و همچنین، ساختارمندی در بیان دیدگاه‌های نویسنده نهفته است. وی گونه‌های متفاوت مرد و زن را توصیف کرده و توصیه‌هایی در زمینه جفت‌یابی مناسب و نحوه‌های عشق‌ورزی ارائه می‌کند.
کاماسوترا برای شهرنشینان ثروتمند، و نه توده مردم یا تانتراها (شاخه‌ای از معتقدان بودیسم)، نوشته شده است. ۳۰۰ سال پس از شهرت این کتاب، برخی از شیوه‌های آمیزش جنسی معرفی شده در آن توسط تانتراها مورد بازتفسیر قرار گرفت. از آنجایی که تانترا در واقع گونه‌ای علم همه‌جانبه حسی-روانی است، برخی شیوه‌های آمیزش جنسی می‌بایست به صورت روحانی دوباره تفسیر می‌شدند.
در قرون وسطی نیز آثاری در رابطه با عشق‌ورزی، همچون آثار از بین رفته الفانتیس، کنستانتین آفریقایی، آنانگا رانگا نوشته قرن ۱۲، مجموعه‌آثار محرک هندو و باغ معطر برای تفریح روح به زبان عربی نوشته شیخ نفزاوی به قرن ۱۶ میلادی به وجود آمدند. نخستین راهنمای سکس در قرون وسطی که در آن شیوه‌های آمیزش جنسی توصیف شده است، آینه جماع نام دارد که یک اثر اروپایی است. کنستانتین آفریقایی نیز یک یپمان‌نامه در رابطه با مسائل جنسی به نام لیبره دو کویتو نوشته است. پزشک و نویسنده یهودی قرون وسطایی، موسی بن میمون نیز اثر مشابهی با نام پیمان‌های هم‌زیستی دارد.

## راهنماهای نوین
با وجود آنکه راهنماهای سکس در فرهنگ‌های ملل دیگر از زمان‌های دور وجود داشته‌اند، اما در فرهنگ کشورهای غربی، انتشار چنین مطالبی برای مدت طولانی ممنوع بوده است. در دنیای غرب هرآنچه اطلاعات پیرامون آمیزش جنسی وجود داشته، یا به صورت بی‌پرده در پورنوگرافی بوده یا در کتاب‌های پزشکی که بیش‌تر مربوط به بیماری‌های جنسی و تَن‌کَردشناسی (فیزیولوژی) سکس هستند، وجود داشته است. پزشکان غربی تا بدانجا پیش رفتند که بی‌پرده مطالبی دربارهٔ اندام‌های جنسی و کارکِردهای آن‌ها در کتاب‌هایشان به زبان لاتین می‌نوشتند که بدین سبب بوده که عوام نتوانند از مفاهیم آن سر در بیاورند. (برای اطلاعات بیش‌تر در این زمینه، ریچارد فن کرافت-ابینگ را بنگرید).
با این حال برخی از آثار برگردان شده از مشرق‌زمین همچون کتاب باغ معطر بین شمار کمی دست به دست می‌شده است.
در سال‌های پایانی قرن ۱۹، ایدا کرَداک، در رابطه با جنسیت در انسان و روابط جنسی سالم و محترمانه میان زوج‌های ازدواج کرده، کتابچه‌های مهمی منتشر کرد. برخی از آثار وی عبارتند از شب زفاف و زندگی زناشویی درست. در ۱۹۱۸، ماری استوپس کتاب عشق در ازدواج را منتشر کرد که با وجود محدودیت‌های آن زمان در توصیف رفتارهای جنسی، یک انقلاب در این زمینه به‌شمار می‌آمد.
تئودور ولدیک ون دو ولده نیز اثری زیر عنوان Het volkomen huwelijk (ازدواج عالی) را در سال ۱۹۲۶ منتشر کرد که در کشورهای هلند، آلمان، سوئد و استونی به شهرت رسید. در آلمان، کتاب Die vollkommene Ehe که در سال ۱۹۳۲ منتشر شد، با وجود آنکه در فهرست کتاب‌های ممنوعه توسط کلیسای کاتولیک رم قرار گرفت، به چاپ چهل و دوم رسید. در سوئد نیز کتاب Det
fulländade äktenskapet نیز با وجود آنکه تا ۱۹۶۰ هنوز برای جوانان مناسب دانسته نمی‌شد، بسیار مورد توجه مردم قرار گرفت. به انگلیسی
نیز کتاب ازدواج ایده‌آل: فلسفه و فن آن ۴۲ دو بار از ۱۹۳۰ تجدید چاپ شد و در ۱۹۶۵ و ۲۰۰۰ نیز ویراست‌های نوینی از آن منتشر شد.
اثر دیوید رویدن به نام هرآنچه می‌خواستید راجع به سکس بدانید اما از پرسیدنش می‌ترسیدید که به سال ۱۹۶۹ منتشر شد، نخستین راهنمای سکسی بود که به صورت گسترده وارد فرهنگ عوام دهه ۱۹۶۰ شد. با وجود آنکه در این کتاب هیچ تصویر بی‌پرده‌ای از اعمال یا اندام‌های جنسی چاپ نشده است، توصیف‌های ارائه شده در آن در رابطه با اعمال جنسی، بسیار جزئی و واضح هستند و به پرسش‌ها و سوء تفاهم‌های فراوانی که شخص رویدن توسط پدر و مادرش با آن‌ها مواجه شده بود، پاسخ داده شده است. به‌طور مثال رویدن به جای ترکیب «تحریک آلت تناسلی زن» از «تحریک چوچوله» بهره برد تا بتواند به درستی مسئله ارگاسم زنان را توصیف کند.
لذت سکس نوشته دکتر الکس کامفورت، نخستین راهنمای مصور سکس بود که انتشار پیدا کرد. پس از آن کتاب لذت سکس با هم‌جنس مرد و لذت سکس با هم‌جنس زن منتشر شدند. در دهه ۱۹۷۰ ورود این کتاب‌ها به کتاب‌فروشی‌ها، راه را برای انتشار هرچه بیش‌تر راهنماهای سکس در غرب گشود. از همین روی، بی‌شماری راهنماهای آمیزش جنسی هم‌اکنون در بازار هست.
یکی از مشهورترین این راهنماها که نخستین بار به سال ۱۹۹۶ زیر عنوان راهنمای قوام دادن به آن! نوشته پاول جونایدز منتشر شد، اکنون در چاپ هفتم قرار دارد و جوایز بی‌شماری برنده و به ۱۲ زبان زنده دنیا برگردان شده است.

## فهرست راهنماها
- Bodansky, Stephen ‘Steve’; Bodansky, Vera (2002), The Illustrated Guide to Extended Massive Orgasm (1st ed.), Hunter House, ISBN 0-89793-362-1, 235pp.
- Hooper, Anne J (2002), Sexopedia (1st American ed.), DK, ISBN 0-7894-8958-9, 272 pp.
- Kemper, Alfred M (1972), Love Couches Design Criteria, Los Angeles, Library of Congress #75-36170, 101 pp. — design criteria for assistive furniture, with sections on accommodation of disabled persons.
- McMeel, Andrews; Sußman, Lisa (2002), Sex Positions, Carlton, ISBN 1-84222-266-X, 96 pp.
- Nerve, ed. (2005), Position of the Day Playbook: Sex Every Day in Every Way, Chronicle Books, ISBN 0-8118-4701-2, 376 pp.
- Kalyanamalla, Ananga Ranga.
- Ovid, Ars Amatoria (satirical), Rome.
- Philaenis of Samos, Art of Love, Samos.
- Li, Dongxuan (دودمان تانگ), Book of Dongxuan {{citation}}: Check date values in: |date= (help)
- Reuben, David, Everything You Always Wanted to Know About Sex* (*But Were Afraid to Ask).
- Chen, Zhiming, Good Recipes for Woman.
- winks, Catherine ‘Cathy’; Semans, Anne, The Good Vibrations Guide to Sex.
- Zhu, Peng, Guide for the Jade House.
- Joannides, Paul, The Guide to Getting it On.
- Huang‐Ti, Handbooks of Sex.
- ————————, Tao of Love Coupling.
- Yasodhara, Jayamangala.
- Picano, Felice; White, Edmund, The Joy of Gay Sex.
- Comfort, Alex, The Joy  of Sex {{citation}}: line feed character in |title= at position 10 (help).
- Vatsayana, کاما سوترا.
- Latif, Muhammad Abdul, Lazzat Un Nisa.
- Chen, Xilei, The Mystery of Chamber Art.
- Lian, Gao, On Abstinence in Sex.
- Tao, Hongjing, On the Loss and Gain of Intercourse with Woman.
- Sun, Simiao, On the Loss and Gain of The Chamber Art.
- Tuo, Hua, On Venereal disease
- Hong, Ge (دودمان جین (420–265)), Pao-Pu Zhi {{citation}}: Check date values in: |date= (help)
- Kokkoka, Ratirahasya.
- Praudhadevaraja, Ratiratna Pradipika.
- Roberts, Dr. Amanda, Guide to Love and Sex, Reader’s Digest.
- Shou, Wang, Recipe of The Simple Lady.
- Chong, Hezi, The Secret Manual of The Jade House.
- Ji, Hong, The Wonder Book of The Chamber.
- Chen, Rong, The Yin Passage of Rongchen.